# تخطيط متمركز حول شخص
التخطيط المتمركز حول الشخص هو مجموعة من الأساليب المصممة لمساعدة الفرد على التخطيط لحياته ودعمه. غالبًا ما يُستخدَم للتخطيط الحياتيّ مع الأشخاص الذين يعانون من إعاقات في التعلم والنمو، رغم أنه يُروَج له مؤخرًا كوسيلة لتخطيط الدعم الشخصي للعديد من فئات المجتمع الأخرى التي تجد نفسها مستضعَفة بالطرق التقليدية لتقديم الخدمات، بمن في ذلك الأطفال، وذوي الإعاقات الجسدية، والأشخاص الذين يعانون من مشاكل في الصحة العقلية، وكبار السن. يُقبَل التخطيط المتمركز حول الشخص كممارسة قائمة على الأدلة في العديد من البلدان في جميع أنحاء العالم.
أصبح التخطيط المتمركز حول الشخص مُعتمدًا كسياسة اجتماعية حكومية في المملكة المتحدة من خلال الكتاب الأبيض الحكومي بعنوان «تقييم الأشخاص» في عام 2001، وكجزء من «تقييم الأشخاص الآن»، وهي خطة مدتها 3 سنوات، بدأت في عام 2009.  يُروَج لهذا التخطيط كمنهج أساسي لتحقيق أهداف المواءمة لـ «وضع الناس أولًا»؛ وهو برنامج الحكومة البريطانية للرعاية الاجتماعية.
واصلت الحكومة الائتلافية هذا الالتزام من خلال خطة 'المجتمعات القادرة والمواطنون الفاعلون' (2010)، وفي عام 2011، وضعت أكثر من 30 منظمة للرعاية الصحية والاجتماعية اتفاقية على مستوى القطاع بعنوان 'فكّر محليًا، وتصرّف شخصيًا' (2011) بهدف إحداث تحويل في الرعاية الاجتماعية للبالغين.

## الخلفية
«يكتشف التخطيط المتمركز حول الشخص ويتصرف بناءً على ما هو مهم للشخص. إنها عملية من أجل الاستماع والتعلم بشكل مستمر، مع التركيز على ما هو مهم للفرد الآن وفي المستقبل، والعمل على هذا بالتحالف مع العائلات والأصدقاء».
أُنشِئَ التخطيط المتمركز حول الشخص استجابةً لبعض المشكلات المحددة في الطريقة التي يستجيب فيها المجتمع للأشخاص ذوي الإعاقة. أولئك الذين وصفوا هذه العمليات لأول مرة كانوا يستجيبون للآثار التي يمكن أن تحدثها «الخدمات» على حياة الناس. في هذا السياق، تشير «الخدمات» إلى المنظمات المُنشأة لمساعدة الأشخاص فيما يتعلق بإعاقتهم (أو على الأقل فيما يتعلق بكيفية استجابة الأشخاص الآخرين لتلك الإعاقة). وتشمل الخطة خدمات الرعاية الصحية والاجتماعية التي تمولها الحكومة أو السلطات المحلية، ولكن أيضًا المشاريع الممولة بشكل خاص أو الطوعية بأنواعها.
يتشابه التخطيط المتمركز حول الشخص مع عمليات وأفكار أخرى، ولكنه سُمِّي ووُصِفَ بمزيد من التفصيل من قبل مجموعة من الأشخاص في الولايات المتحدة الأمريكية، منهم من مركز أبحاث إعادة التأهيل والتدريب التابع للمركز المعني بالسياسات الإنسانية حول موضوع التكامل المجتمعي، مثل: «جولي آن راسينو»، و«زانا لوتفيا»، و«ستيف تايلور»، و«جون أوبراين»، و«بيث ماونت»، و«كوني لايل أوبراين»، وشركاء المساعدة التقنية في المركز (مثل: «مايكل سمول»، و«واد هيتزينج»، و«كارين جرين-مكجوين»، و«نيك أرامباري») ومشروع التخطيط المتمركز حول الشخص في كندا من قبل «جاك بير بوينت»، و«جوديث سنو»، و«مارشا فورست». ورغم أن التخطيط المتمركز حول الشخص قد طُوّر بسبب الاستجابة الاجتماعية والخدمية للإعاقة، فسرعان ما اعتُرف بفائدته للعديد من الأفراد الآخرين ومجموعات الأشخاص.
طور الأفراد ذوي الإعاقة في المملكة المتحدة والولايات المتحدة الأمريكية النموذج الاجتماعي للإعاقة، مطالبين بتحول في ميزان القوى بين الأشخاص والخدمات التي يعتمدون عليها. يعتمد التخطيط المتمركز حول الشخص على النموذج الاجتماعي للإعاقة لأنه يركز على تحويل الخيارات المتاحة للشخص بدلاً من «إصلاح» الشخص أو تغييره. على وجه التحديد، كان التخطيط المتمركز حول الشخص يعتمد بشكل كبير على مبادئ دمج المجتمع، والشمول، والتطبيع، وتثمين الدور الاجتماعي. قبل ظهورها، تبلورت هذه المبادئ على يد كل من «جون أوبراين» و«كوني لايل أوبراين» في «إطار الإنجاز» الذي أدرج خمسة مجالات رئيسية مهمة في صياغة جودة حياة الناس، وأكّد على أنه ينبغي الحكم على الخدمات بالقدر الذي تُمكّن فيه الناس من:
- مشاركة الأماكن العادية.
- توفير الخيارات.
- تطوير القدرات.
- يُعامَل الشخص باحترام ويملك دورًا اجتماعيًا قيمًا.
- النمو في العلاقات.[9]

يُستخدَم  لقب «المتمركز حول الشخص» لهذا التخطيط لأن الذين طوّروه واستخدموه في البداية كانوا يعتقدون أن الخدمات تميل إلى العمل بطريقة «تركز على الخدمة». يظهر هذا السلوك «المتمركز حول الخدمة» في أشكال عديدة، ومن أحد الأمثلة على ذلك هو أن الشخص المعزول ستُعرض عليه مجموعات مختلفة للانضمام إليها (ولكل منها خدمة خاصة للأشخاص الذين يتشاركون بعنوان أو علامة معينة)، بدلاً من مساعدتهم على صنع أصدقاء في المجتمع العادي.
نشأ مفهوم التمركز حول الشخص من انتقاد نهج «الخدمات القائمة على المرافق» في الولايات المتحدة (وفي جميع أنحاء العالم) والذي كان محوريًا لتطوير «نهج الدعم» في الولايات المتحدة. موّل المعهد الوطني لبحوث وتأهيل الإعاقة المساعدة التقنية على مستوى البلاد والتي تضمنت النُهج المتمركزة حول الشخص، ويوجد تقارير عنها في «مجلة التأهيل المهني».
الفكرة الأساسية وراء التخطيط المتمركز حول الشخص، هي أن الخدمات التي أُنشِئت للاستجابة لمشاكل الإقصاء الاجتماعي، والاستضعاف، وإنقاص القيمة؛ يمكنها أن تجعل وضع الأفراد -عن غير قصد- أسوأ (أيّ تؤدي إلى مزيد من عدم القدرة، وإنقاص القيمة، واستبعاد الناس). صُمّم التخطيط المتمركز حول الشخص خصيصًا «لتمكين» الأفراد، ودعم اندماجهم الاجتماعي بشكل مباشر، وتحدي إنقاص القيمة بشكل مباشر. إحدى فوائد التخطيط المتمركز حول الشخص هي أنه قادر على معالجة «مشاكل الخدمة» الدائمة المتمثلة في العرقية والجنس والثقافة والعمر؛ من خلال البدء بالتخطيط من قبل «الشخص كاملًا» أو بالتعاون معه.
ليس للتخطيط المتمركز حول الشخص عملية واحدة محددة بوضوح، ولكنه مجموعة من العمليات التي تشترك في خلفية فلسفية عامة، وتهدف إلى تحقيق نتائج متشابهة. مع ازدياد شهرته، مُنِحَت المزيد من العمليات والإجراءات أيضًا لقب «التخطيط المتمركز حول الشخص»، رغم أن بعضها لا يملك إلا القليل من القواسم المشتركة مع التخطيط المتمركز حول الشخص على النحو الأصلي. كان التخطيط المتمركز حول الشخص من خلال مركز أبحاث التأهيل والتدريب الهادف إلى دمج المجتمع في الولايات المتحدة، جزئيًا، عبارة عن عملية تغيير وكالة وأنظمة بدلاً من كونه عملية «تخطيط فردي» فقط تتحول إلى «عملية إعداد ميزانية فردية».
يشمل التخطيط المتمركز حول الشخص الفرد الذي يتلقى الخدمة، مع تعاون أفراد الأسرة والجيران وأصحاب العمل وأفراد المجتمع والأصدقاء والمهنيين (مثل الأطباء، والأطباء النفسيين، والممرضين، والعاملين في الدعم، ومديري الرعاية، والمعالجين، والعاملين الاجتماعيين) في وضع خطة لمشاركة المجتمع وتحسين جودة حياة الفرد. في المقابل، كانت النماذج التقليدية للتخطيط تركز على أوجه عجز الشخص وسلوكياته السلبية، ووسم الشخص بصفات معينة، وخلق عقليّة محبطة منذ البداية.

## الطرق
يستخدم التخطيط المتمركز حول الشخص عددًا من التقنيات، مع فرضية مركزية مفادها أنه يجب على أيّ طرق مستخدَمة أن تعكس آليات التواصل الشخصي للفرد ومساعدته على تحديد احتياجاته ورغباته وأهدافه. لا يوجد تمييز بين العملية المستخدمة ومخرجات ونتائج التخطيط المتمركز حول الشخص؛ بدلاً من ذلك، يسعى إلى الاندماج الاجتماعي من خلال وسائل مثل المشاركة المجتمعية، والتوظيف، والترفيه. وصفت «بيث ماونت» أوجه التشابه الرئيسية أو «التشابهات العائلية» للطرق والمناهج المختلفة للتخطيط المتمركز حول الشخص في أربعة محاور:
- رؤية الناس أولًا، بدلًا من الملصقات والوسوم التشخيصية.
- استخدام لغة وصور عادية، بدلًا من المصطلحات المهنية.
- البحث بنشاط عن مواهب الشخص وقدراته في سياق الحياة المجتمعية.
- تقوية صوت الشخص، وتشجيع أولئك الذين يعرفون الشخص جيدًا في تمثيل تاريخه، وتقييم ظروفه الحالية فيما يخص الخبرات القيّمة وتحديد التغييرات المرغوبة في حياته.[14]